# Stazione di Umegaoka
La stazione di Umegaoka (梅ヶ丘駅?, Umegaoka-eki) è una stazione ferroviaria di Tokyo che si trova a Setagaya servente la linea Odakyū Odawara delle Ferrovie Odakyū.

## Linee
Ferrovie Odakyū
● Linea Odakyū Odawara

## Struttura
La stazione, che si trova su una tratta a quattro binari, dispone di due marciapiedi laterali con quattro binari centrali passanti su viadotto, di cui due adibiti al servizio viaggiatori, e due per i treni non fermanti in questa stazione.
| 1 | ● Linea Odakyū Odawara | per Machida, Hon-Atsugi, Odawara, Hakone-Yumoto, Karakida e Katase-Enoshima |
| 2 | ● Linea Odakyū Odawara | per Shinjuku e linea Chiyoda                                                |

## Stazioni adiacenti
| «                                 | Servizio             | »                    |
| Linea Odakyū Odawara              | Linea Odakyū Odawara | Linea Odakyū Odawara |
| --------------------------------- | -------------------- | -------------------- |
| Setagaya-Daita                    | Locale               | Gōtokuji             |
| Shimo-Kitazawa                    | Semiesp. sezionale   | Gōtokuji             |
| Tutti gli altri treni non fermano |                      |                      |